# Eragrostis fosbergii
Eragrostis fosbergii är en gräsart som beskrevs av Leo David Whitney. Eragrostis fosbergii ingår i släktet kärleksgrässläktet, och familjen gräs. Inga underarter finns listade i Catalogue of Life.